# Anaspella clavifera
Anaspella clavifera is een keversoort uit de familie bloemspartelkevers (Scraptiidae). De wetenschappelijke naam van de soort is voor het eerst geldig gepubliceerd in 1876 door Marseul.